# Ређоне Ка Нова (Савона)
Ређоне Ка Нова је насеље у Италији у округу Савона, региону Лигурија.
Према процени из 2011. у насељу је живело 54 становника. Насеље се налази на надморској висини од 593 м.